# Samgyeopsal
Il samgyeopsal (삼겹살?) è un piatto della cucina coreana composto da pezzetti di pancetta cotti direttamente al tavolo. I bocconcini di carne possono essere accompagnati da verdure e salsa di soia.

## Etimologia
In una traduzione letterale dal coreano, samgyeopsal significa "carne a tre strati", nel specifico sam significa "tre", gyeop significa "strati" e sal significa "carne". Il piatto, infatti, richiede un taglio di carne ricavato dalla pancia di maiale grassa, in tre strati, come ingrediente base. I tre strati sono facilmente riconoscibili nell'osservare i bocconcini.

## Preparazione
Il taglio di carne dal quale si ricava il samgyeopsal è ricavato dal maiale, nella parte dell'addome che si trova sotto il controfiletto, dalla quinta o sesta costola alle zampe posteriori dell'animale. È formato da tre strati di muscolo e grasso, tende ad essere povero di proteine e ricco in grassi, ma grazie al processo di cottura, che avviene alla griglia, parte di questi viene perso e rende gradevole il gusto della carne.
Le fette di pancetta sono spesse, a volte anche incise in diagonale per consentire una migliore cottura. Vengono grigliate su una piastra o su una griglia direttamente al tavolo dai commensali, attraverso l'utilizzo di pinze e forbici.
Solitamente la carne non viene marinata né condita prima di essere servita, ma esistono varietà di samgyeopsal, molto comuni negli anni 2000, che richiedono una marinatura con erbe aromatiche, ginseng o altre spezie.
La carne può essere grigliata insieme a delle cipolle, funghi o kimchi. Solitamente è accompagnata da verdure a foglia larga, come la lattuga (ssam) o la perilla coreana (kkaennip), è servita principalmente insieme ad una salsa chiamata ssamjang, preparata con una miscela di pasta di peperoncino e pasta di semi di soia. È possibile trovare anche altre salse come la gireum-jang, preparata con olio di sesamo, sale e pepe nero.

## Consumo

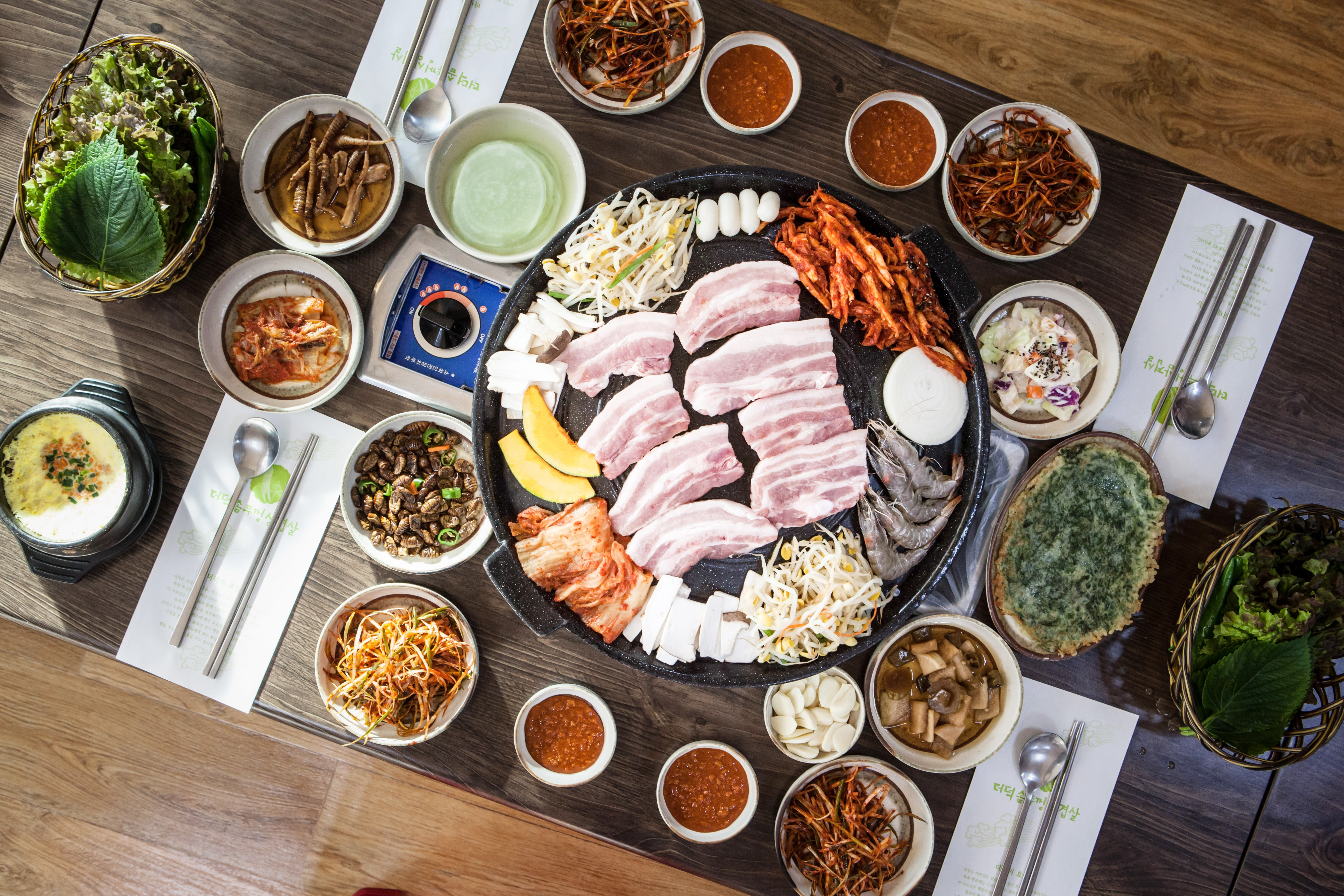
Samgyeopsal con contorni e condimenti

La carne cotta viene posta all'interno delle foglie delle verdure, la salsa può essere messa al di sopra o ci si può immergere direttamente dentro il pezzo di carne, che viene poi avvolto dalla foglia di verdura e mangiato in un unico boccone. I contorni possono essere aggiunti all'interno del rotolo così formato o mangiati a parte.
Spesso il samgyeopsal è accompagnato dal soju o dal somaek, un cocktail tipico ottenuto versando un bicchierino di soju all'interno di un bicchiere di birra.

## Storia
Riferimenti a questo piatto sono comparsi per la prima volta nel 1934 in un articolo del Dong-A Ilbo, alludendo al gusto della pancetta di maiale. Non si sa con precisione quando il termine samgyeopsal abbia iniziato effettivamente ad identificare questo specifico piatto, ma alcune fonti testimoniano che una parte specifica delle costole del maiale fosse così denominata negli anni '80.
Durante la crisi finanziaria del 1998, essendo il samgyeopsal un piatto gustoso ed economico, la sua popolarità e diffusione è cresciuta, rilevando il primato di altri tagli di carne, precedentemente più utilizzati, come la lombata di manzo.
Il 3 Marzo è stato designato dai coreani come "Samgyeopsal Day", che si festeggia, appunto, mangiando grandi quantità di Samgyeopsal che, nonostante la storia molto breve, è ormai considerato uno dei piatti simbolo della cultura culinaria coreana.